# David Ansert
Karl David Natanael Ansert, född Andersson den 3 oktober 1913 i Rydaholms församling, Jönköpings län, död den 24 april 1994 i Skillingaryd, Tofteryds församling, Jönköpings län, var en svensk konstnär.
Ansert var som konstnär autodidakt. Separat ställde han ut i bland annat Göteborg och Malmö och han medverkade i samlingsutställningar på Liljevalchs konsthall samt med konstföreningar i ett flertal svenska städer. Han blev Vaggeryds kommuns kulturpristagare 1987. Hans konst är expressionistisk med starkt lysande färger. Ansert är representerad i Jönköpings kommun, Växjö kommun, Eskilstuna kommun och Värnamo kommun. Han monogramsignerade sina alster DA. David Ansert är begravd på Nya kyrkogården i Rydaholm.